# オナガグモ
オナガグモ（尾長蜘蛛）は、非常に細長い腹部を持つクモである。クモを食うクモとしても知られる。

## 概要
オナガグモ Ariamnes cylindrogaster Simon は、ヒメグモ科オナガグモ属のクモで、丸っこくふくらんだ腹部に細長い脚、というのが普通のヒメグモ科の中で、一見かけ離れた姿のクモである。腹部は後方へ細長く伸び、ほとんど一本の棒のようになっているが、これはヤリグモなどのような腹部後方背面の突出部が極端に伸びたことによる。
習性も変わっている。網らしい網は張らず、枝先の間に数本の糸を引いただけ、というものである。これが他種のクモをもっぱら襲っていることが知られるようになったのは20世紀末のことである。

## 特徴
とにかく細長いクモである。

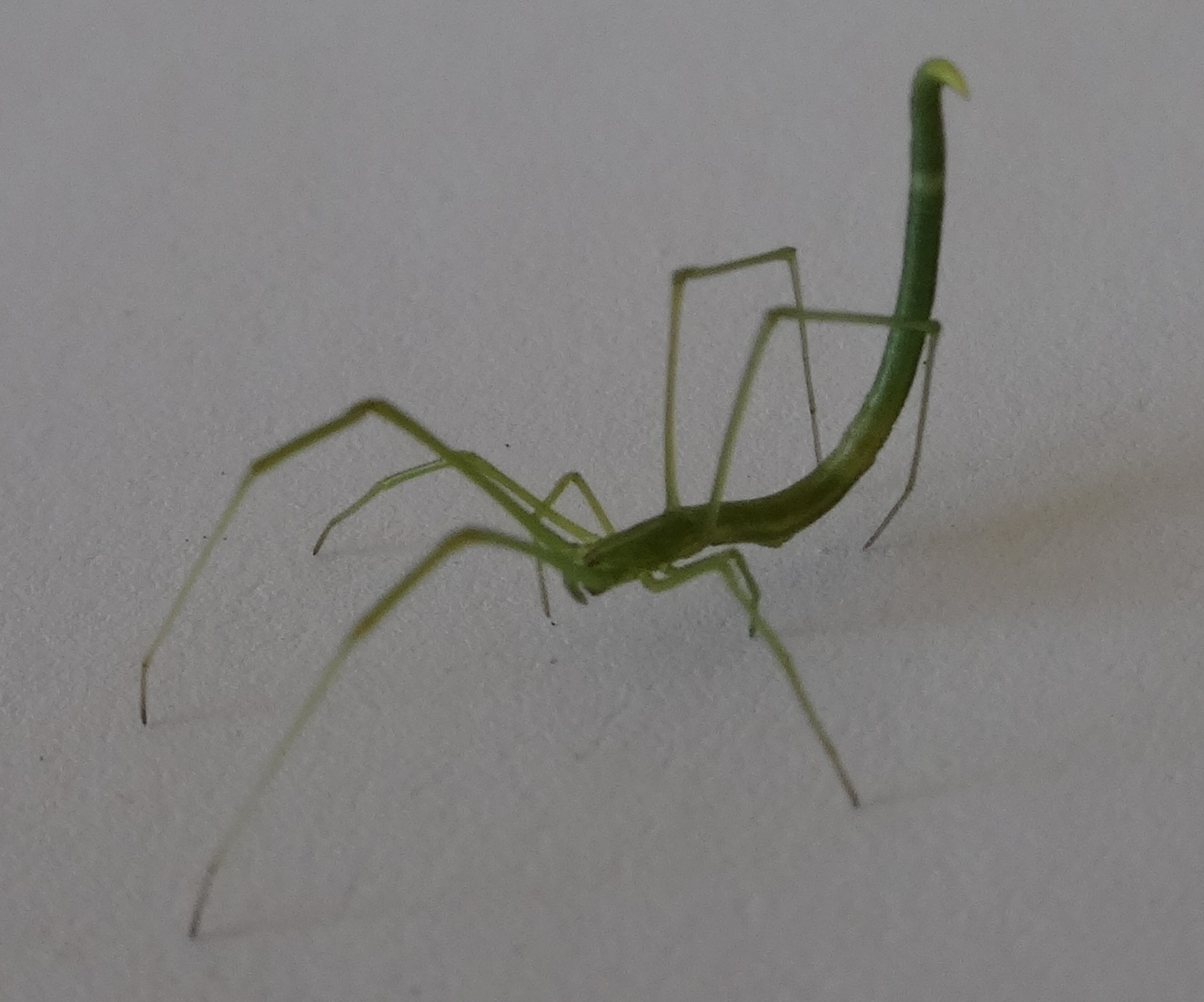
腹部を曲げた状態

体長は雌で30mm近いものもあり、これはオニグモやコガネグモに近く、長さだけなら日本では大型の部類にはいる。ただし幅は狭いので、そういう印象はない。体色には二型があり、緑色のものと褐色のものがあるが、どちらの場合も全身がほぼ同じ色で斑紋は見られない。雄は体長25mmまでと一回り小さいが、それ以外にはさほど違いが見られない。クモでは雌に比べて雄の腹部が小さい例が多いが、このクモの場合、元々幅が狭いせいか、そのような印象はない。

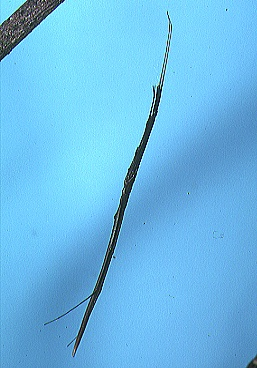
オナガグモ雄成虫

頭胸部は幅に見合った長さなので、小さく見える。形の上ではやや円筒形に近い。歩脚は、第一脚と第四脚が同じくらい長く、後者は腹部の後端近くに届く。
腹部は頭胸部とほぼ同じ幅で、後ろに長く伸び、先端は次第に細まる。この腹部はくねるように変形させることが出来る。

### 腹部の構造について
実は、このクモの場合、腹部の見かけ上の後端は本来の後端ではない。というのは、このクモは腹部は普通のクモの腹部が前後に細長くなったものではないからである。普通のクモでは、腹部腹面の前方に書肺と生殖孔が、後端には糸疣と肛門がある。しかしこのクモでは糸疣と肛門は腹面の前方から腹部の長さの1/6程度の、かなり前の方にある。このクモはイソウロウグモやヤリグモに近く、この類では腹部は丸くふくらむが、その後方背面が後ろ斜め上に突出する。オナガグモの場合、これが極端に伸びてしまったと考えることが出来る。近縁なヤリグモでは腹部後端がやはり伸びるが、基部がややふくらんでおり、斜め上に伸びるため、印象はかなり異なる。
同様な構造はアシナガグモ科のトガリアシナガグモや、コガネグモ科のキジロオヒキグモなど、他に例がないわけでもないが、これほど極端なものはない。ちなみに名前は尾長蜘蛛である。長いのは腹部であるが、肛門より後ろが長く伸びているから、ある意味では長い尾と言える。なお、この尾は場合によっては螺旋状にまで曲がるが、たとえばこれを枝に巻き付けるとか積極的に利用する場面を見ることはなく、何の役に立つのか全く不明である。クモ類で腹部をこのように変形させることが出来る例も他にあまりない。

## 生息環境
森林に見られる。林内や林縁部、周辺の木立などに見られることが多く、草原では見られない。その範囲ではごく普通に見られる種である。

## 習性
木立の枝先の間に数本の糸を引いただけの網を張り、それに止まっているのが見かけられる。静止しているときは前二脚を前方に真っ直ぐ伸ばし、後ろ二脚を腹部に添え、腹部を後方に真っ直ぐに伸ばしており、この状態では全身がほぼ一直線の細い棒状である。刺激を受けると歩脚を曲げて移動し始め、その際には腹部は背面側、実際には下側にやや弓なりに曲げる形となることが多い。
獲物とするのは他種のクモである。クモが糸を伝ってやってくると、後肢で粘球のある糸を投げかけるようにして絡め取り、噛みついて殺すことが観察されている。
成虫は5-8月に見られる。雌は簡単な不規則網を張り、卵嚢を作る。卵嚢は上下に細長い楕円形で、上端からは細長い柄が伸びる。孵化した幼虫は、卵嚢からでた後、その網でしばらく集団を作る。これをまどいと言い、ほかのクモでも見られることであるが、このクモの場合、幼生の時から親と同じ姿で、静止時にはやはり体を真っ直ぐに伸ばすので、細い緑の針が多数網にかかっているように見え、一種の奇観である。

### クモ食いについて
このクモは古くは条網を張り、それにかかる昆虫を食べるとされた。そのような簡単な網で虫が捕れるのか、という点については、非常に粘着力が強いので大丈夫、という説明がなされたこともある。しかし実際にはこれらの糸には粘着部がない。条網で昆虫を捕まえるというのは、どうやらマネキグモと混同されたらしい。実際、マネキグモは数本の糸を引いただけの網で昆虫を捕まえて生活している。
オナガグモがクモを食べていることが判明したのは1980年代のことである。クモ類は一般に移動する際にしおり糸と呼ばれる糸を引いて移動し、そのため普通は目につかないが、クモの多く暮らしている環境には多くのクモの糸が残っている。そういった中で、クモが歩くときにほかのクモの引いた糸を伝って歩くこともよくあることで、オナガグモの行動はこのことに対応した適応と見られる。
なお、クモを獲物とする習性のあるクモは他にも少なくなく、たとえばセンショウグモ科のものはすべてそうであるし、日本では他にヤマトカナエグモ、ケアシハエトリなど複数の種が知られるが、それらはたいてい網を張っているクモの網に侵入して捕獲するものであり、その意味でもこのクモの習性は独特である。また、オナガグモの獲物は徘徊性のものが多いらしい。新海によると、オナガグモの獲物になった虫の96％がクモで、11科24種に及ぶものが含まれていた。そのうち徘徊性のものが種数で約半数、個体数では7割を占めた。なお、残り4%は小昆虫であった。
系統的には近縁なイソウロウグモ類がほかのクモの網に寄食し、片隅で網の主が気にしないような小さな虫を捕らえている、というのが名前の由来であるが、実際には網の主を食い殺す例が知られており、またヤリグモはほかのクモの網を渡り歩き、餌を奪ったり網の主のクモを食ったりするのが知られている。

### 擬態について
このクモは静止時には細長い針状の形であり、全くクモに見えない。その形については、松葉に擬態していると言われることがある。これは確かにそう見えるが、空中に松葉の姿でいる必然性はないであろう。もちろん、松葉がクモの網にかかっていても不思議はないが。ただし、特に松林に多いわけではなく、松葉でなければならない必然性はない。
しかし、とにかくクモに見えないのは確かで、その意味では擬態は完全と言ってよいレベルである。面白い形のクモであるから、観察会などで紹介する機会が多いが、近づいて指先で示しても一般の人間は気づかないことが多く、クモだと言ってもまず納得してくれない。実際にふれて動き出して初めてわかってもらえるのが常である。

## 分布
本州、四国、九州から南西諸島にまで分布する。国外では韓国、中国とフィリピンから知られている。

## 分類
オナガグモ属には日本にはこの種しかいない。分類学上はイソウロウグモ属に入れられたこともある。

## 類似のもの
これほど細長いクモは他にいないから、区別に困るようなものはない。しかしマネキグモは同じような条網を張ること、体が棒状であること、静止時に細長い形でいることなど、似た点が多い。ただし腹部は普通に細長いだけであり歩脚はむしろ太めである。そのため、オナガグモが松葉に見えるのに対して、マネキグモは枯れ枝に見える。